# KNACK
『KNACK』（ナック）は、SCEジャパンスタジオが開発し、北米では2013年11月15日、日本では2014年2月22日にソニー・コンピュータエンタテインメント（SCE）より発売されたPlayStation 4専用アクションゲーム。

## 概要
PlayStation 4のローンチタイトル。本作で総監督を務めたマーク・サーニーは、「操作が非常にシンプルで、どなたにもノスタルジックな雰囲気を楽しんでいただけるゲーム」と語っている。SCEジャパンスタジオでシニアプロデューサーを務める渡辺祐介は、本作のプロジェクトについて「“PS4™という新しいハードで、誰でもカンタンに遊べるアクションゲームを作ろう”というコンセプトからスタート」したと語っている。
主人公のナックを操り敵を倒しながら1本道を進む、ステージクリア型の古典的アクションゲームである。ナックは「レリック」と呼ばれる物質の集合体で出来ており、ステージ中にあるレリックを自分のパーツとすることで巨大化できる。巨大化するとパワーアップし、強い敵を倒せるようになる（反対に機動力や回避能力が低下するデメリットもある）。
日本ではPlayStation 4発売時、数量限定（出荷量不明）の初回版本体セット「PlayStation 4 First Limited Pack」に無料のダウンロードコードが付属した。
制作は2011年冬から始まり、製作チームの規模は内製チーム全体で120人に達した。背景、キャラクター、モーション、ムービーなどが外注により制作され、約400人月（ムービー含まず）で2012年11月下旬から2013年6月初旬までの約7か月を要したと公表されている。
制作にあたっては小さな子供でも遊べるように注意が払われ、その結果LRボタンを使わない設計やメカ・ナックによる協力プレイが導入された。

## 物語
地球に似た惑星が舞台。その惑星の人類は「レリック」と呼ばれる物質をエネルギー源とし現代的な文明生活を営んでいた。しかし原始的な生活を営んでいたはずのゴブリンが、突如現代兵器で武装し人類を襲い始めた。これに対処するため、人類は調査チームを結成する。チーム参加者の一人、天才科学者のDr.バーガスは、自身の研究から生み出した「ナック」をチームに加え、養子であるルーカスとともに、ゴブリンの近代化の原因を探り始める。

## 登場人物
ナック
声 - 楠大典
本作の主人公。バーガスが開発したレリックの集合体。普段は70cmほどの小人のような姿をしているが、取り込んだレリックの数が多いほど大きくなっていき、最大身長は10m。なお、巨大化したときのみ声を発する。
Dr.バーガス
声 - 沢木郁也
ナックの生みの親であり、レリックに意思を持たせる方法を開発した人物。
ルーカス
声：田谷隼
バーガスの養子兼アシスタントで、養父から子ども扱いされることが気に食わない。ナックの冒険に同行している。バーガスのセリフからだとまだ成年に至っていない可能性が高い。
ライダー
声 - 石川禅
ルーカスの叔父にあたる冒険家。長年の冒険を通じて心身ともに鍛え上げられており、方向にも自信がある。その反面、これまで一人で過ごしてきたため、女性の扱いには不慣れ。
ビクター
声 - 小杉十郎太
レリック発掘装置などをつくるビクター・インダストリーの経営者。バーガスのことは認めているが、使い道までは賛同しておらず、自社製品を用いてナック一行たちに刃向った。世の中を変えていきたいという気持ちが強く、そのためには犠牲をいとわない。
カトリーナ
声 - 魏涼子
ビクターの忠実なる秘書。自身よりも巨大化したナックをも軽くあしらうほど高い身体能力を得ている。
シャルロット
声 - 田中敦子
科学者であり、バーガスの最愛の女性。20年前に彼と共にレリックの発掘を行っていた際、ある事故によって生死不明となってしまう。バーガスの軽飛行機に当時の彼女の写真を常に貼っている。
ガーディアン
遺跡にてレリックを護る存在。
モーガック
声 - 間宮康弘
ゴブリン一族の長。

## その他
日本では2014年2月13日より、スマートデバイス（iOS、Android）用の無料パズルゲーム「KNACK'S QUEST」が配信された。クリアすると、「KNACK」本編で使用できるアイテムを入手することが可能。